# Eperjes
Eperjes (do 1954 Kiskirályság) – wieś i gmina położona w południowej części Węgier, w powiecie Szentes, wchodzącego w skład komitatu Csongrád.